# Parlophone
Parlophone Records Limited (også kendt som Parlophone Records og Parlophone) er et større tysk-britisk pladeselskab grundlagt i Tyskland i 1896 som Parlophon af selskabet Carl Lindström AG. Den britiske afdeling af selskabet blev grundlagt den 8. august 1923 som The Parlophone Co. Ltd. og opnåede i 1920'erne et ry som det førende pladeselskab for jazzmusik. Den 5. oktober 1926 købte Columbia Graphophone Company Parlophones virksomhed, navn og rettigheder og fusionerede senere den 31. marts 1931 med Gramophone Company og dannede derved et nyt selskab 'Electric & Musical Industries Limited', forkortet EMI.
EMI ansatte i 1950 produceren George Martin som vicedirektør for EMI's label Parlophone, og Martin tiltrådte i 1955 som direktør for Parlophone. Martin signede i 1962 orkestret The Beatles fra Liverpool, der tre måneder forinden var blevet afvist af pladeselskabet Decca, da selskabet mente, at "guitargrupper var på vej ud". Med The Beatles senere succes på Parlophone og med andre artister signet af Martin (bl.a. Cilla Black, The Fourmost og The Hollies) blev Parlophone et af verdens mest kendte og prestigefyldte pladeselskaber. I flere år var Parlophone det selskab, der havde udgivet den bedst sælgende single i Storbritannien ("She Loves You") og det bedst sælgende album i Storbritannien (Sgt. Pepper's Lonely Hearts Club Band, begge med The Beatles. I 1964 fik Parlophone 7 singler som nr. 1 på den britisk hitliste og selskabets udgivelser var nr. 1 på den britiske albumhitliste i 40 uger. Parlophone fortsatte som en division af EMI, indtil divisionen den 1. juli 1965 blev lagt ind under Gramophone Co. Ltd., der herefter skiftede navn til EMI Records Limited.
Da Universal Music Group i 2012 planlagde at købe EMI, var det et krav fra konkurrencemyndighederne, at en række af EMIs labels skulle udskilles, herunder Parlophone-lablet. EMI udskilte derfor en række lables til The Parlophone Label Group (PLG), der senere den 7. februar 2013 blev købt af Warner Music Group, der gjorde Parlophone til Warners tredje flagskibs-label sammen med Warner Bros. Records og Atlantic Records.
I nyere tid har Parlophone udgivet bl.a. Coldplay, Lily Allen, Kylie Minogue og Late Of The Pier.